# Thopomyia dichroa
Thopomyia dichroa är en tvåvingeart som beskrevs av Kertesz 1916. Thopomyia dichroa ingår i släktet Thopomyia och familjen vapenflugor.
Artens utbredningsområde är Peru. Inga underarter finns listade i Catalogue of Life.